# Éveux
Éveux este o comună în departamentul Rhône din sud-estul Franței. În 2009 avea o populație de 1.059 de locuitori.

## Evoluția populației
| An        | 1975 | 1982 | 1990 | 1999 | 2006 | 2009  |
| --------- | ---- | ---- | ---- | ---- | ---- | ----- |
| Populație | 518  | 726  | 817  | 794  | 926  | 1.059 |